# Национальный атлас Беларуси
Национальный атлас Беларуси (бел. Нацыянальны атлас Беларусі) — фундаментальное научно-справочное официальное государственное издание: картографическое произведение (атлас), в котором объясняются современные данные о Беларуси, он характеризирует природные условия и ресурсы, демографическую, экономическую, историческую ситуацию в Беларуси.

## Описание
Атлас состоит из 19 разделов.
Формат книги — 40x47 см, её вес — около 5 килограммов.
Первый представительский тираж книги составил 2 тысячи экземпляров.

## История
Предпосылкой к созданию Национального атласа стал Указ Президента Республики Беларусь Александра Лукашенко от 12 мая 1999 года N 269. Был определён координационный совет, состоящий из 10 человек, большинство из которых директора научно-исследовательских институтов и с учёными степенями: Пашкевич И.И., Кузнецов Г.И., Ковалев А.И., Козулин А.В., Костюк М.П., Логинов В.Ф., Парфенов В.И., Пикулик М.М., Пирожник И.И., Рахманов С.К. Заказчик атласа — Государственный комитет по земельным ресурсам, геодезии и картографии при Совете министров Республики Беларусь. Атлас создан около 450 специалистами из более чем 60 организаций. Атлас вышел в свет в 2002 году.